# Hubert Wayaffe
Pour les articles homonymes, voir Hubert.
Hubert Wayaffe, né le 6 janvier 1938 à Neuilly-sur-Seine et mort le 13 avril 2019 à Paris, est un animateur de radio français, surnommé Hubert pour les auditeurs d'Europe N°1 des années 1960, et qui fut l'un des premiers disc-jockeys en France.

## Biographie
En 1956, Hubert Wayaffe, engagé dans l'Aéronavale, est affecté à la base aérienne de Marrakech (Maroc) et écoute souvent la radio FM d'une base américaine située à proximité,,. Après l'armée, rentré en France, il devient représentant pour les Disques Vogue.
En 1963, poussé par des amis, il se présente à Europe N°1 et y effectue un essai, en conseillant à la station d'adopter un style « disk-jockey », qu'il a souvent entendu à la radio américaine, et qui n'existe pas en France. Appréciant sa nouvelle manière de lancer et d’enchaîner les disques, Lucien Morisse, le directeur des programmes, l'embauche et le met presque immédiatement à l'antenne,,. À cette époque, Robert Willar, Gérard Sire, Jean Yanne, Maurice Biraud, Francis Blanche et bien d’autres grandes figures sont également sur l’antenne.
En 1964, il présente l'émission Service de nuit sur la station - de 22 h 30 à 1 heure du matin - jusqu’en septembre. De 1964 à 1968, il anime les soirées avec l'émission Dans le vent. Au programme : un invité chaque jour ; le hit parade (nouveauté sur Europe N°1) ; un jeu de gages. L’émission est réalisée par Marie-France Brière. Très vite, il développe des complicités avec les musiciens et chanteurs favoris d'un public jeune.
Il vit alors avec Michèle Perello, mannequin et actrice, avec qui il a un fils, Richard.
Hubert Wayaffe écrit et adapte également plusieurs chansons pour Johnny Hallyday, ainsi que quatre chansons des Beatles pour un EP 45 t du groupe Les Lionceaux, et traduit celles de Marianne Faithfull.
Il ouvre le Bistingo, un restaurant club à Saint-Germain-des-Prés, en commun avec Carlos, Maurice Casanova et Roland Pozzo di Borgo[source secondaire souhaitée]. De 20 h à 8 h du matin, des personnalités du showbiz sont là pour s’amuser : music live, « bœufs » délirants de copains musiciens. On y découvre de nouveaux talents : Mike Brant y pousse sa première chanson, Zanini alors inconnu y triomphe tous les soirs...
De 1968 à 1969, Hubert anime « Super SLC » sur Europe N°1 - qui s'arrête fin mars 1968 - chaque jour pendant deux heures avec un invité. Il rédige aussi la rubrique « musique people » dans le magazine SLC, tourne le film « Les Poneyttes » avec Johnny Hallyday et President Rosko, inspiré par son style de vie,. Il rencontre sur le tournage l'actrice Corinne Cléry, future héroïne du film « Histoire d'O », la séduit et l’épouse quelques mois plus tard. Ils auront un fils, Alexandre. De 1969 à 1970, Hubert Wayaffe est nommé « ambassadeur » d’Europe N°1 à l’étranger.
De 1963 à 1979, il présente une centaine de premières et de Musicoramas en direct de l’Olympia, avec des vedettes françaises et étrangères parmi lesquelles Otis Redding, The Rolling Stones, James Brown, The Beatles, dont le membre George Harrison lui dédie la chanson « Ticket to ride ». En 1969, il retourne aux États-Unis et revient de New York avec, dans ses bagages, les droits de la comédie musicale Hair avec le réalisateur et chorégraphe français Bertrand Castelli, qui a déjà produit la version originale de cette pièce à Broadway. Hubert énumère le casting, en direct sur SLC, de la version française qui sera montée au Théâtre de la Porte Saint-Martin.
Entre 1972 et 1975, Hubert anime également « Radio 2 » sur Europe N°1, de 20 h à 3 h du matin, d'après un concept de Claude Brunet et Michel Brillié, avec de nouveaux animateurs : Yann Hegann, François Diwo et Christian Sicard. En alternance avec Jean-Loup Lafont, il présente les « Stories » écrites par François Jouffa et réalisées par Marc Garcia. En 1973, il anime deux émissions « Nationale 1647 » et « Europe Stop » de 9 h à midi avec Julie et Pierre-Yves Guillen. La saison 1975-1976 le voit s'occuper des fins de soirées en présentant « Disco-club ».
En 1977, il commente depuis les États-Unis les funérailles d’Elvis Presley, en direct sur l’antenne d'Europe N°1.
Hubert Wayaffe se marie avec Simone, la fille de Sylvain Floirat, un homme d'affaires et PDG d’Europe N°1 à l'époque.
De 1983 à 1985, il anime une nouvelle émission, « Les Champions », sur RMC de midi à 13 h, émission réalisée par Jules-Édouard  Moustic, dans laquelle trois animateurs présentent des personnalités, répondent aux questions et rédigent un texte de « cirage de pompes » pour l’invité présent. L'émission révèle plusieurs nouveaux talents : Alain Chabat, Patrick Roy, Larsen, Billie, Michel Cotet.
Après avoir arrêté la radio, Hubert ouvre un hôtel-restaurant, La Carte, sur les bords de la Loire.
Il est, par la suite, conseiller artistique de Xavier Gouyou-Beauchamps pour la chaine France 3.
De 1995 à 1996, Hubert Wayaffe est de retour sur Europe 1 avec Les Enfants d’Europe le dimanche après-midi : Des portraits, souvenirs, débuts évoqués par des personnalités de la chanson, des médias, de la politique. En juillet-août de 1996 et 1997, il reprend l’émission « Salut les Copains » (SLC). De 1995 à 1997, il anime « Les Meilleurs de nuit » en alternance avec Malher. Il est aussi membre de l’équipe des « Grosses Têtes » de Philippe Bouvard sur RTL. 
De 2004 à 2007, à la demande de Michel-Georges Micberth et pour le compte du Livre d'histoire Lorisse, il interviewe une centaine de personnalités sous le titre « Mes immortels ». Il utilise ensuite cette vaste anthologie sonore de 200 heures pour animer l'émission hebdomadaire « Dimanche soir chez Hubert » sur Nostalgie. Un livre suivra chez Hugo Document, en 2007, sous le titre : « Qu'est-ce qu'on fera quand on sera grand ? », avec la collaboration d'Antoine, Henri Salvador, Charles Aznavour, Eddy Mitchell, Sylvie Vartan, etc.
A partir de mars 2006, Hubert anime et présente, avec François Deguelt, la première saison de la tournée « Âge tendre et têtes de bois », qui réunit les stars des années 1960, notamment Richard Anthony, Demis Roussos, Michèle Torr et Frank Alamo. Il quitte la tournée en octobre. 
Hubert Wayaffe réduit ses activités en se retirant du monde de la radio et du show business en 2009, mais il intervient régulièrement par la suite dans la presse écrite ou à la télévision[source secondaire souhaitée], à l'occasion d'interviews ou de consultations, pour commenter ou donner des informations sur certaines vedettes du show business ou commenter des épisodes du monde artistique, depuis les années 1960.

## Décès
Hubert meurt le 13 avril 2019 à l'hôpital Georges Pompidou à Paris, où il était soigné depuis plusieurs mois, à l'âge de 81 ans.

## Hommages
- Le studio numérique de la radio dijonnaise K6FM, inauguré le 19 juillet 2019, est baptisé « Studio Hubert » pour rendre hommage à sa personnalité inspiratrice en tant qu'animateur de radio[12].

## Œuvres

### Publications
- Le Cloche-cœur[13], Éditions Lorisse, 2001, 234 p. (ISBN 978-2-843-73084-9)
- Qu'est-ce qu'on fera quand on sera grand ?, Éditions Hugo Document, 2007, 237 p. (ISBN 978-2-755-60207-4)

### Discographie
- Un petit bout de bambou (EP) 1968 (Gilles Marchal)
- Mademoiselle Lou / Viens courir dans le bois (1969)
- La gigouillette (1971)
- Tout doucement (1977)

### Filmographie
- Les Poneyttes, de Joël Le Moigné (1968) : Max Torp

### Enregistrements audio
- Hubert Wayaffe, Entretiens avec Micberth, 2 CD de 115 min, Éditions Lorisse, 2003.